# Canton de Vézelise
Le canton de Vézelise est une ancienne division administrative française qui était située dans le département de Meurthe-et-Moselle.

## Géographie
Ce canton est organisé autour de Vézelise dans l'arrondissement de Nancy. Son altitude varie de 222 m (Frolois) à 541 m (Vaudémont) pour une altitude moyenne de 299 m.

## Histoire
Le canton de Vézelise recoupe avec celui d'Haroué l'ancien comté de Vaudémont.

## Représentation

### Conseillers généraux de 1833 à 2015
| Période | Période      | Identité                                 | Étiquette    | Qualité |
| ------- | ------------ | ---------------------------------------- | ------------ | --- |
| 1833    | 1845         | Etienne Harlaut (1786-1882)              |              | Propriétaire, maire d'Houdreville |
| 1845    | 1848         | Léopold Joseph Clément Félix (1792-1862) |              | Juge suppléant, propriétaire, maire de Vézelise                                                                                                   |
| 1848    | 1871         | Nicolas Rollin                           |              | Ancien notaire royal, maire de Vézelise |
| 1871    | 1888 (décès) | Charles Collard                          | Républicain  | Propriétaire - Maire de Frolois |
| 1888    | 1919         | Mansuy-Alfred Florentin                  | Républicain  | Notaire honoraire Maire de Vézelise, conseiller d'arrondissement                                                                                  |
| 1919    | 1940         | Louis Moreau (1866-1960)                 | URD-PSF      | Brasseur Maire de Vézelise (1920-1945) Nommé membre de la Commission administrative départementale en 1941 Nommé conseiller départemental en 1943 |
|         |              |                                          |              | |
| 1945    | 1964         | Charles Canel                            | RI           | Ingénieur, Inspecteur Général des Ponts et Chaussées - Maire de Praye                                                                             |
| 1964    | 1994         | Jacques Leclerc                          | DVD puis UDF | Haut fonctionnaire, maire de Vézelise (1971-1989), conseiller régional                                                                            |
| 1994    | 2008         | Jean-Jacques Henry                       | RPR puis UMP | Chef d'entreprise Maire de Goviller |
| 2008    | 2015         | Gauthier Brunner                         | DVG          | Gérant de société Maire de Praye (2001-2014) Elu en 2015 dans le Canton de Meine au Saintois                                                      |

### Conseillers d'arrondissement (de 1833 à 1940)
| Période                                  | Période | Identité                                  | Étiquette            | Qualité |
| ---------------------------------------- | ------- | ----------------------------------------- | -------------------- | --- |
| 1833                                     | 1836    | Jean Baptiste Picard                      |                      | Propriétaire, maire de Fraisnes-en-Saintois                                                                 |
| 1836                                     | 1848    | François Jean Baptiste Contal (1799-1850) |                      | Notaire royal à Vézelise                                                                                    |
|                                          |         |                                           |                      | |
| 1886                                     | 1888    | Mansuy-Alfred Florentin                   | Républicain          | Notaire honoraire Maire de Vézelise                                                                         |
| 1888                                     | 1898    | Edmond Génot                              | Républicain          | Docteur en médecine à Vézelise                                                                              |
| 1898                                     | 1904    | Victor Marange                            | Républicain          | Directeur des services vétérinaires de Meurthe-et-Moselle, conseiller municipal de Vézelise                 |
| 1904                                     | 1910    | Auguste Richard                           | Républicain Antibloc | Cultivateur, maire de Quevilloncourt                                                                        |
| 1910                                     | 1922    | Léonce Florentin (1865-1943)              | RG                   | Maire d'Omelmont                                                                                            |
| 1922                                     | 1940    | Georges Pargon                            | RG                   | Agriculteur, maire d'Hammeville                                                                             |
| 1940                                     |         |                                           |                      | Les conseils d'arrondissement ont été suspendus par la loi du 12 octobre 1940 et n'ont jamais été réactivés |
| Les données manquantes sont à compléter. |         |                                           |                      | |

## Composition
Le canton de Vézelise groupe 33 communes et compte 8 531 habitants (recensement de 1999 sans doubles comptes).
| Communes               | Population (2012) | Code postal | Code Insee |
| ---------------------- | ----------------- | ----------- | ---------- |
| Autrey                 | 152               | 54160       | 54032      |
| Chaouilley             | 91                | 54330       | 54117      |
| Clérey-sur-Brenon      | 68                | 54330       | 54132      |
| Dommarie-Eulmont       | 76                | 54115       | 54164      |
| Étreval                | 52                | 54330       | 54185      |
| Forcelles-Saint-Gorgon | 143               | 54330       | 54203      |
| Forcelles-sous-Gugney  | 94                | 54930       | 54204      |
| Fraisnes-en-Saintois   | 81                | 54930       | 54207      |
| Frolois                | 560               | 54160       | 54214      |
| Goviller               | 355               | 54330       | 54235      |
| Gugney                 | 54                | 54930       | 54241      |
| Hammeville             | 149               | 54330       | 54247      |
| Houdelmont             | 191               | 54330       | 54264      |
| Houdreville            | 363               | 54330       | 54266      |
| Lalœuf                 | 233               | 54115       | 54291      |
| Marthemont             | 33                | 54330       | 54354      |
| Ognéville              | 116               | 54330       | 54407      |
| Omelmont               | 168               | 54330       | 54409      |
| Parey-Saint-Césaire    | 198               | 54330       | 54417      |
| Pierreville            | 302               | 54160       | 54429      |
| Praye                  | 212               | 54116       | 54434      |
| Pulligny               | 1 171             | 54160       | 54437      |
| Quevilloncourt         | 86                | 54330       | 54442      |
| Saxon-Sion             | 80                | 54330       | 54497      |
| Thélod                 | 258               | 54330       | 54515      |
| They-sous-Vaudemont    | 11                | 54930       | 54516      |
| Thorey-Lyautey         | 118               | 54115       | 54522      |
| Vaudémont              | 63                | 54330       | 54552      |
| Vézelise               | 1 336             | 54330       | 54563      |
| Viterne                | 661               | 54123       | 54586      |
| Vitrey                 | 171               | 54330       | 54587      |
| Vroncourt              | 130               | 54330       | 54592      |
| Xeuilley               | 755               | 54990       | 54596      |

## Démographie
| 1962  | 1968  | 1975  | 1982  | 1990  | 1999  | 2009  |
| ----- | ----- | ----- | ----- | ----- | ----- | ----- |
| 7 278 | 7 697 | 7 147 | 7 812 | 8 214 | 8 531 | 9 564 |